# Артюр Грюмьо
Артюр Ґрюмйо (фр. Arthur Grumiaux; 1921—1986) — бельгійський скрипаль і музичний педагог.

## Біографія і творчість
Артюр Ґрюмйо був одним з останніх значних представників франко-бельгійської школи скрипки. Виходець з робітничої родини, він отримав свої перші уроки гри на фортепіано та скрипці від свого дідуся у віці чотирьох років. У шість років він відвідав консерваторію Шарлеруа і виграв перші призи для скрипки і фортепіано у віці одинадцяти років. Потім він навчався в Брюссельській консерваторії в майстер-класі учня Ізаї Ежена Альфреда Дюбуа. У 1936 році він завершив навчання у Джордже Енеску в Парижі.
У 1939 році здобув премію імені В'єтана і Прюм. Під час Другої світової війни перервав свою сольну кар'єру і присвятив себе головним чином камерній музиці. Після закінчення війни почалося його сходження в Західній Європі, в 1951 році подорожував по США. У 1949 році змінив свого вчителя Дюбуа в Брюссельській консерваторії. Як учитель гри на скрипці, приділяв особливу увагу формулюванню і якості звуку в грі своїх учнів. Очікував від своїх учнів найвищого рівня техніки і працював з ними, щоб знайти найкраще можливе рішення для індивідуального стилю кожного учня.
Його музичне партнерство з румунською піаністкою Кларою Гаскіл було для Ґрюмйо однією з найбільших удач у його житті; подальші еталонні записи камерних музичних творів були зроблені у співпраці з піаністом Дінор Варсі та піаністами Полом Кросслі і Дердєм Шебеком.
Його репертуар включав в себе всі основні концерти класичної скрипкової музики, а також концерти класичного модернізму. Він зробив безліч записів під лейблом Philips. Повні сонати Бетховена і Моцарта з Кларою Гаскіл є легендарними, так само як сонати і партити для скрипки соло Баха і записи концерту Бетховена з різними оркестрами, концертів Моцарта і Берґ-Віолінконцерта. У тріо Ґрюмйо (Артюр Ґрюмйо, Жорж Янзер, Ева Чако) він зіграв всі тріо Бетговена і Моцарта.
Технічним унікумом є запис сонати для скрипки і фортепіано Моцарта, в 1959 році він грав на обох інструментах в процесі відтворення.
Грюмьо володів «Тицианом» Антоніо Страдіварі, але в основному виступав на своїй Ґварнері.
Навчався в консерваторіях Шарлеруа і Брюсселя, брав приватні уроки у Джордже Енеску в Парижі. Перший концерт дав у Брюссельському Палаці мистецтв з оркестром під керуванням Шарля Мюнша (1939). У репертуарі Ґрюмйо були твори Генделя, Баха, Гайдна, Моцарта, Бетговена, Мендельсона, Шумана, Шуберта, Мусоргського, Чайковського, Брамса, Берґа, Бартока, Стравинського. Виступав і записував диски з піаністами Кларою Гаскіл, Клаудіо Аррау, Джералдом Муром, клавесиністкою Крістіаною Жакоте, диригентами Коліном Дейвісом, Бернардом Гайтінком, Реймондом Леппардом та ін. Артюр Ґрюмйо був музичним педагогом великого скрипаля Єгуді Менугіна.

## Визнання
У 1972 отримав титул барона.